# Meju
Il meju (in coreano 메주?) è un blocco di fagioli di soia fermentati utilizzato per la preparazione di diversi condimenti della cucina coreana come la doenjang, la salsa di soia (ganjang), e la gochujang.

## Storia
La tradizione di fare fermentare la soia viene fatta risalire durante i Tre regni di Corea (tra il 57 a.c e il 668 d.c.). Nelle Cronache dei Tre Regni, un testo storico cinese pubblicato nel III secolo, viene menzionata l'abilità degli abitanti di Goguryeo nel fermentare la soia. Nel Samguk sagi il meju viene indicato come una delle pietanze preparate in occasione del matrimonio del re Sinmun di Silla nel febbraio 683.

## Preparazione
Il meju viene prodotto solitamente tra il mese di ottobre e quello di dicembre, ma il periodo di produzione può variare in relazione alla regione di provenienza o dall'uso a cui è destinato. Tradizionalmente il meju per la salsa di soia (ganjang) e la doenjang è costituito interamente da soia fermentata, mentre il meju per la gochujang viene preparato usando soia miscelata a riso, orzo, o a frumento.
I fagioli di soia vengono lavati, posti in ammollo tutta la notte, e infine vengono cotti. Dopo la cottura vengono asciugati e frantumati ancora caldi, poi la soia macinata viene suddivisa a pezzi, compressa, e le si conferisce la forma cubica o sferica tipica del meju. Il meju viene quindi posto a essiccare finché non indurisce, e a questo punto si procede alla fermentazione con Aspergillus oryzae e/o Bacillus subtilis. Completata la fermentazione, i blocchi di soia vengono lavati e lasciati a essiccare al sole per il successivo utilizzo.